# Győrszentiván–Győr-Gönyű Kikötő-vasútvonal
A MÁV 340-es számú Győrszentiván–Győr-Gönyű Kikötő-vasútvonala egy egyvágányú, villamosítatlan, iparvágány-szerű rövid, kizárólag teherszállításra használt vasúti szárnyvonal Győr-Moson-Sopron vármegyében.

## Jellemzői
A vasútvonal 2008-ban épült meg a Gönyűi Duna-kikötő kiszolgálására. 2012 óta áll a MÁV kezelésében.
A vonal Győrszentiván vasútállomás és Nagyszentjános vasútállomás között ágazik ki a Budapest–Hegyeshalom–Rajka-vasútvonalból észak felé Győrszentiván felől haladva. Egy hurokszerű ív után nyugatra fordul, az M19-es autóút mentén halad, majd északra kanyarodik. Közvetlenül a Mosoni-Duna ismét elkanyarodik, ezúttal keletre, és – egyéb állomások nélkül – az 5 vágányos Győr-Gönyű Közforgalmú Országos Kikötőnél egy teherpályaudvarban végződik.
A vasútvonal hossza 9,6 km, ebből a kikötő és a hegyeshalmi vonal közötti összekötő rész 8,5 km.
A beruházás keretében 3400 m2-es zajvédő fal is épült a vonal mellé.
Az egyvágányú, villamosítás nélküli vonalon rendszeres személyszállítás nincs, tehervonatok használják. Külön iparvágányok nincsenek a vonalon.